# Rivelino Carassa
Rivelino Carassa La Rosa (Callao, Perú, 15 de enero de 1974) es un exfutbolista y entrenador peruano que jugaba como defensa central. Su primer y último club fue Sport Boys. Actualmente dirige a Sport Callao que participa en la Copa Perú. Tiene 51 años. 

## Trayectoria
Empezó su carrera en Sport Boys. Jugó también por Deportivo Wanka y Deportivo Municipal, además del Alania en Rusia. 
El 2005 regresa al Perú para jugar por el Melgar, club que defendería por 5 años y se encontraba en retiro pero volvería al fútbol para jugar por Sport Boys en el 2010 donde se retiró.
Fue entrenador de Sport Boys entre finales de 2015 y el primer semestre de 2016 en la Segunda División del Perú.

## Clubes

### Como futbolista
| Club                | País  | Año       |
| ------------------- | ----- | --------- |
| Sport Boys          | Perú  | 1993-1997 |
| Deportivo Pesquero  | Perú  | 1998      |
| Deportivo Municipal | Perú  | 1999      |
| Deportivo Pesquero  | Perú  | 2000      |
| Sport Boys          | Perú  | 2000-2001 |
| Deportivo Wanka     | Perú  | 2001-2002 |
| Deportivo Municipal | Perú  | 2002      |
| Alania              | Rusia | 2003-2004 |
| Melgar              | Perú  | 2005-2009 |
| Sport Boys          | Perú  | 2010      |

### Como entrenador
| Club         | País | Año       |
| ------------ | ---- | --------- |
| Sport Boys   | Perú | 2014-2016 |
| Sport Callao | Perú | 2017      |